# 정공청
정공청(鄭公淸, ?~?)은 조선 중기의 무신이다. 자는 수백(守伯)이며, 호는 시산(矢山)이다. 본관은 경주(慶州)로 경주부 출신이다.

## 생애
조선 명종 18년(1563년)에 경주부(慶州府) 사리(士理)에서 출생하였다. 임진왜란이 일어나자 아들과 더불어 창의하였다. 선조가 몽진하자 평양까지 호종하였으며, 7월에는 좌병사 고언백이 지휘하는 경주 안강 전투에 참전하였다. 무훈을 인정받아 조정에서 남정세검록을 하사받고 훈련원정에 제수되었다.
이후 울산 서생포와 동래 웅천, 부산 다대포 전투 등에서도 참전하여 활약했다. 정유재란 때에는 이순신의 막하에서 전공을 세웠다. 이후 어모장군 조라포수군만호에 제수되었다. 선조 34년(1601년)에는 무과에 급제하여 진도군수를 지내고, 선무원종공신(宣武原從功臣) 일등에 녹훈되었다. 유품으로 투구, 갑옷, 장갑, 혁대, 도검, 화살 등이 중요민속자료 38호로 지정되어 있다.

## 가족
- 선고(先考)
  - 증호조참판(贈戶曹參判) 정광두(鄭光斗)

## 같이 보기
- 정공청 유품: 국가민속문화재(38호)